# Hôtel de Bonsonge
L'hôtel de Bonsonge, bâti au XVIIIe siècle, est situé 57 rue de la République à Marennes, en France. L'immeuble a été inscrit au titre des monuments historiques en 1993.

## Historique
L'hôtel de Bonsonge est un hôtel particulier édifié en 1760 dans le cœur historique de la ville. Il donne sur l'actuelle rue de la République - au no 57 - presque en face du temple protestant qui, à cette époque, était une chapelle des Jésuites. Il est contemporain de la construction du château de La Gataudière, en un temps où Marennes se couvrait de somptueux édifices en raison de l'opulence de ses négociants et de ses armateurs.
Cet intéressant édifice comporte un logis principal avec deux corps de bâtiment à ses extrémités isolant une petite cour d'entrée fermée par un beau portail du XVIIIe siècle. Le logis présente un aspect massif en raison de l'étroitesse des lieux où a eu lieu sa construction. Cependant, il se caractérise par un style soigné avec ses fenêtres légèrement cintrées qui sont soulignées par de fines corniches.
L'intérêt de ce logis réside dans son portail d'entrée. Les deux ailes latérales sont reliées entre elles par un mur surmonté d'une balustrade. Dans ce mur s'ouvre le portail en plein cintre et fortement mouluré, doté d'une imposte en fer forgé.
Il doit son nom à la famille Martin de Bonsonge.
Le bâtiment est inscrit au titre des monuments historiques par arrêté du 31 décembre 1993.

## Architecture

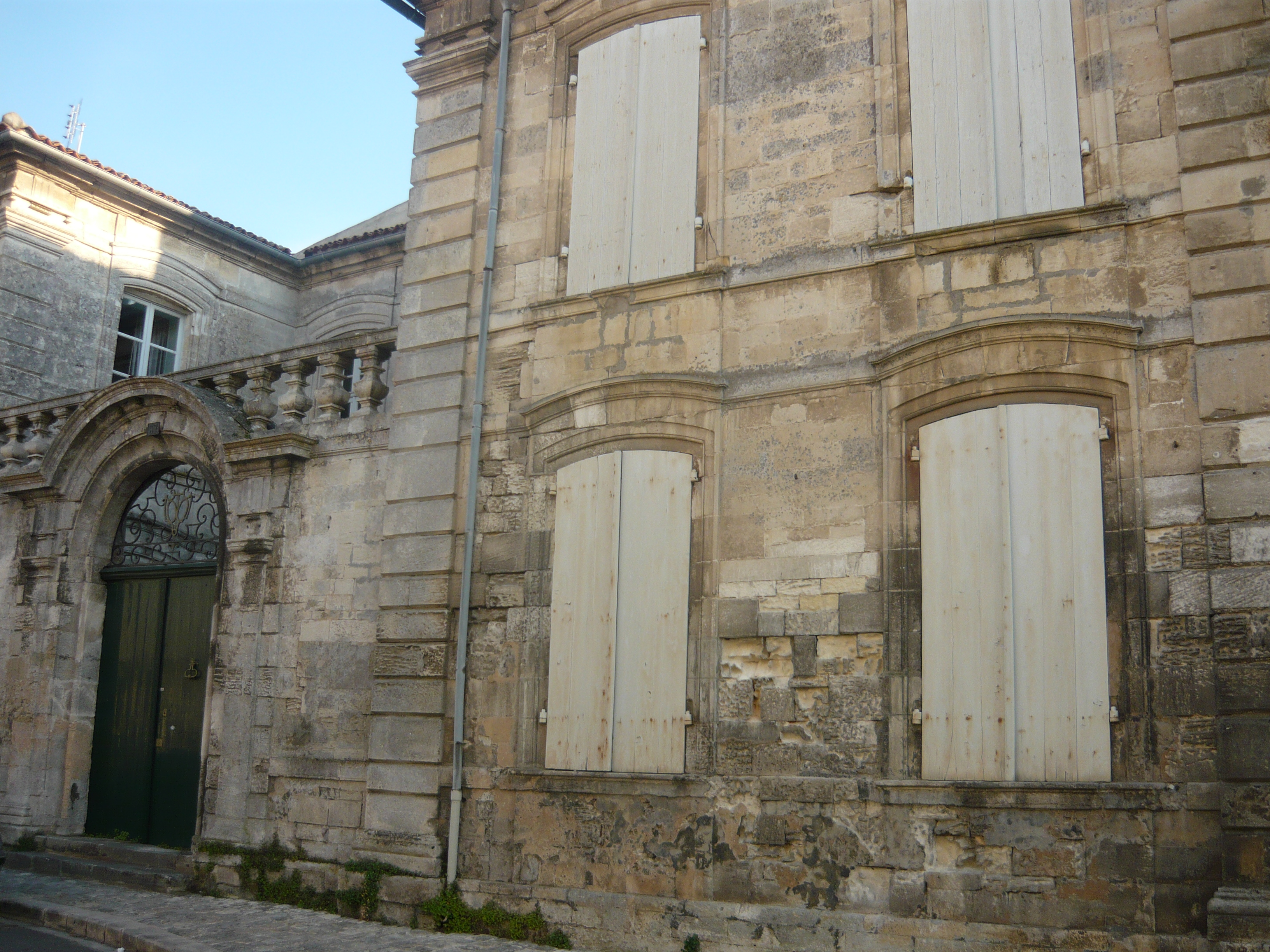